# Montenegro op het Eurovisiesongfestival 2019

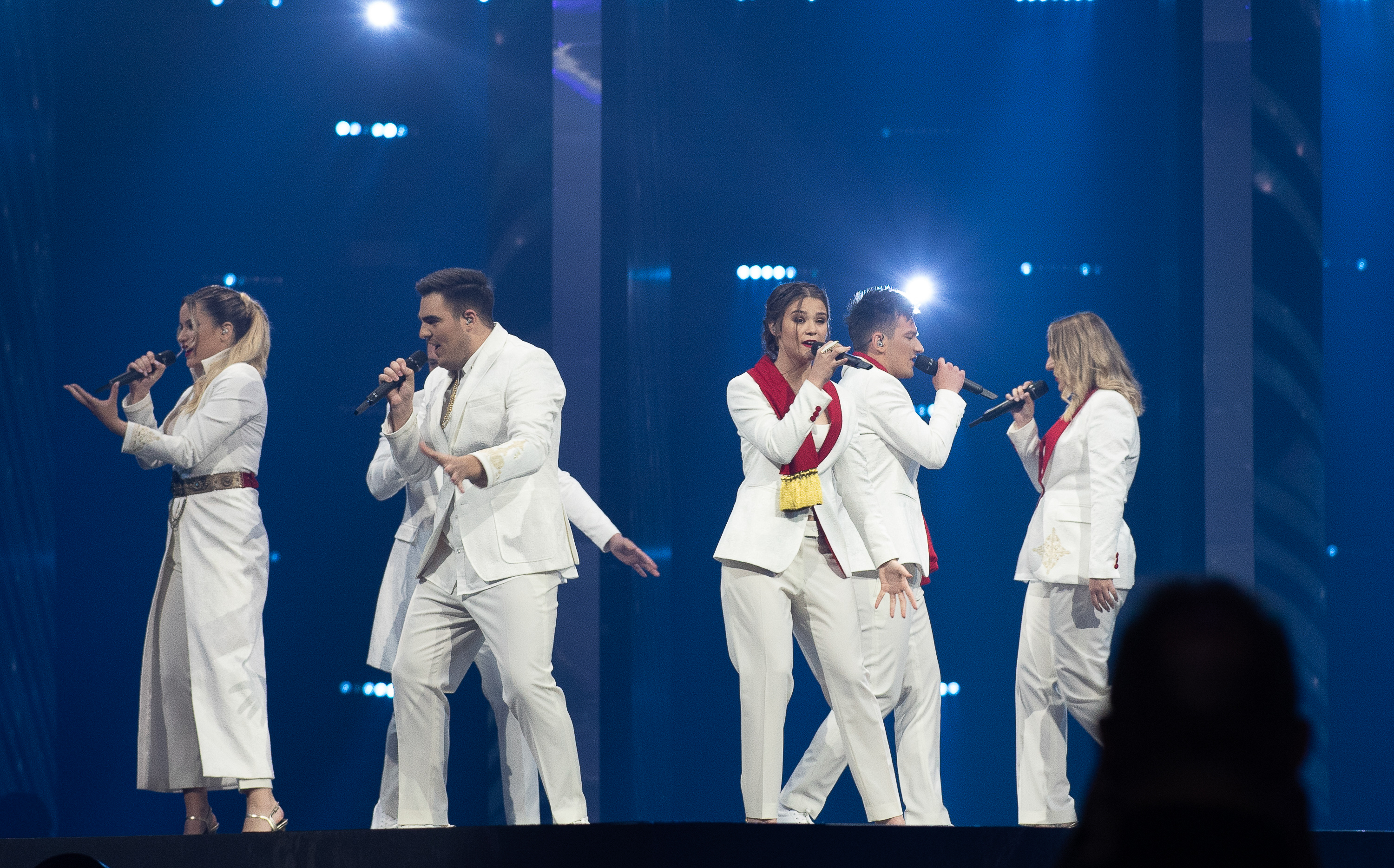
D-Moll tijdens de repetities in Tel Aviv.

Montenegro nam deel aan het Eurovisiesongfestival 2019 in Tel Aviv, Israël. Het was de 11de deelname van het land aan het Eurovisiesongfestival.

## Selectieprocedure
De nationale voorronde Montevizija 2019 vond plaats op 9 februari 2019 met 5 kandidaten. De superfinalisten werden bepaald door een jurypanel (internationaal en nationaal) en de kijkers thuis. D-Moll won uiteindelijk de superfinale met 62% van de stemmen. 

## In Tel Aviv
Montenegro trad aan in de eerste halve finale, op dinsdag 14 mei 2019. D-Moll behaalde met uiteindelijk 46 punten de 16e plek, hetgeen onvoldoende was voor kwalificatie voor de finale.
2007 · 2008 · 2009 · 2010-2011 · 2012 · 2013 · 2014 · 2015 · 2016 · 2017 · 2018 · 2019 · 2020-2021 · 2022 · 2023-2024 · 2025
Albanië · Armenië · Australië · Azerbeidzjan · België · Cyprus · Denemarken · Duitsland · Estland · Finland · Frankrijk · Georgië · Griekenland · Hongarije · Ierland · IJsland · Israël · Italië · Kroatië · Letland · Litouwen · Malta · Moldavië · Montenegro · Nederland · Noord-Macedonië · Noorwegen · Oostenrijk · Polen · Portugal · Roemenië · Rusland · San Marino · Servië · Slovenië · Spanje · Tsjechië · Verenigd Koninkrijk · Wit-Rusland · Zweden · Zwitserland